# Koźliki (gromada)
Koźliki – dawna gromada, czyli najmniejsza jednostka podziału terytorialnego Polskiej Rzeczypospolitej Ludowej w latach 1954–1972.
Gromady, z gromadzkimi radami narodowymi (GRN) jako organami władzy najniższego stopnia na wsi, funkcjonowały od reformy reorganizującej administrację wiejską przeprowadzonej jesienią 1954 do momentu ich zniesienia z dniem 1 stycznia 1973, tym samym wypierając organizację gminną w latach 1954–1972.
Gromadę Koźliki z siedzibą GRN w Koźlikach utworzono – jako jedną z 8759 gromad – w powiecie białostockim w woj. białostockim, na mocy uchwały nr 11/V WRN w Białymstoku z dnia 4 października 1954. W skład jednostki weszły obszary dotychczasowych gromad Koźliki, Ostrówki, Miniewicze, Laszki, Krynickie i Solniki ze zniesionej gminy Zabłudów w tymże powiecie. Dla gromady ustalono 16 członków gromadzkiej rady narodowej.
latach 1954–1972.
31 grudnia 1959 gromadę Koźliki zniesiono, włączając ją do nowo utworzonej gromady Zabłudów.